# Signal Mountain
Signal Mountain és una població dels Estats Units a l'estat de Tennessee. Segons el cens del 2000 tenia 7.429 habitants.

## Demografia
Segons el cens del 2000, Signal Mountain tenia 7.429 habitants, 2.924 habitatges, i 2.122 famílies. La densitat de població era de 429,4 habitants/km².
Dels 2.924 habitatges en un 33,8% hi vivien nens de menys de 18 anys, en un 65,9% hi vivien parelles casades, en un 5,8% dones solteres, i en un 27,4% no eren unitats familiars. En el 25,8% dels habitatges hi vivien persones soles el 17,7% de les quals corresponia a persones de 65 anys o més que vivien soles. El nombre mitjà de persones vivint en cada habitatge era de 2,5 i el nombre mitjà de persones que vivien en cada família era de 3,02.
Per edats la població es repartia de la següent manera: un 25,6% tenia menys de 18 anys, un 4,4% entre 18 i 24, un 22,2% entre 25 i 44, un 27,1% de 45 a 60 i un 20,6% 65 anys o més.
L'edat mediana era de 44 anys. Per cada 100 dones de 18 o més anys hi havia 83,3 homes.
La renda mediana per habitatge era de 66.900 $ i la renda mediana per família de 86.997 $. Els homes tenien una renda mediana de 70.241 $ mentre que les dones 30.878 $. La renda per capita de la població era de 37.134 $. Entorn del 2,3% de les famílies i el 3,4% de la població estaven per davall del llindar de pobresa.

## Poblacions més properes
El següent diagrama mostra les poblacions més properes.